# Józef Lubieniecki
Józef Lubieniecki (ur. 30 września 1950 w Olsztynie) – polski prawnik i polityk, poseł na Sejm X kadencji (1989–1991).

## Życiorys
Ukończył w 1972 studia prawnicze na Uniwersytecie Mikołaja Kopernika w Toruniu. W latach 1976–1978 był sędzią Sądu Rejonowego w Olsztynie, a w latach 1978–1981 sędzią Sądu Wojewódzkiego tamże, orzekając w sprawach z zakresu prawa pracy i ubezpieczeń społecznych tamże. Od 1974 do 1981 należał do Polskiej Zjednoczonej Partii Robotniczej. W 1980 wstąpił do Niezależnego Samorządnego Związku Zawodowego „Solidarność”, gdzie był m.in. wiceprzewodniczącym Komisji Zakładowej Pracowników Wymiaru Sprawiedliwości przy Sądzie Wojewódzkim w Olsztynie, a od października 1980 wiceprzewodniczącym Krajowej Komisji Koordynacyjnej Pracowników Wymiaru Sprawiedliwości. Później był członkiem Komisji „Solidarności” ds. Reformy Wymiaru Sprawiedliwości. W stanie wojennym został internowany na okres od 13 grudnia 1981 do 26 sierpnia 1982. Po zwolnieniu uzyskał uprawnienia syndyka i adwokata. W okresie 1983–1989 był syndykiem, później radcą prawnym Kurii Biskupiej Diecezji Warmińskiej. Zaangażowany w pomoc prawną w postępowaniach karnych wobec działaczy podziemia, był obserwatorem procesów oraz uczestnikiem prac Centrum Obywatelskich Inicjatyw Ustawodawczych Solidarności.
W 1989 został Posłem na Sejm PRL X kadencji z okręgu biskupieckiego, będąc kandydatem Komitetu Obywatelskiego. W parlamencie był członkiem Obywatelskiego Klubu Parlamentarnego. W okresie 1990–1992 wchodził w skład Krajowej Rady Sądownictwa, w latach 1992–1993 był wiceprezesem Agencji Własności Rolnej Skarbu Państwa, a w latach 1993–1994 prezesem Fundacji Prasowej „Solidarność”. Później powrócił do praktyki adwokackiej, został m.in. obrońcą w sprawie samosądu we Włodowie.
Należał do Porozumienia Centrum (1991–1994) i Porozumienia Polskich Chrześcijańskich Demokratów (1999–2001), w 2004 r. przystąpił do Partii Centrum.
W kwietniu 2016 r. został prawomocnie skazany na karę 2 lat więzienia, zawieszonej 3 lata oraz karę grzywny.Otrzymał również zakaz wykonywania zawodu na 10 lat.

## Odznaczenia
W 2011 otrzymał Złoty Krzyż Zasługi.